# Turî, Șumsk
Turî (în ucraineană Тури) este un sat în comuna Velîki Zahaiți din raionul Șumsk, regiunea Ternopil, Ucraina.

## Demografie
Componența lingvistică a localității Turî
     Ucraineană (96,72%)
     Rusă (3,28%)
Conform recensământului din 2001, majoritatea populației localității Turî era vorbitoare de ucraineană (96,72%), existând în minoritate și vorbitori de rusă (3,28%).